# Baiyinosaurus
Baiyinosaurus („ještěr z Paj-jin (v pchin-jinu Baiyin)“), byl rod ptakopánvého dinosaura ze skupiny Stegosauria. Žil v období střední jury (geologický věk bath, asi před 168 až 165 miliony let) na území dnešní provincie Kan-su v Číně.

## Objev

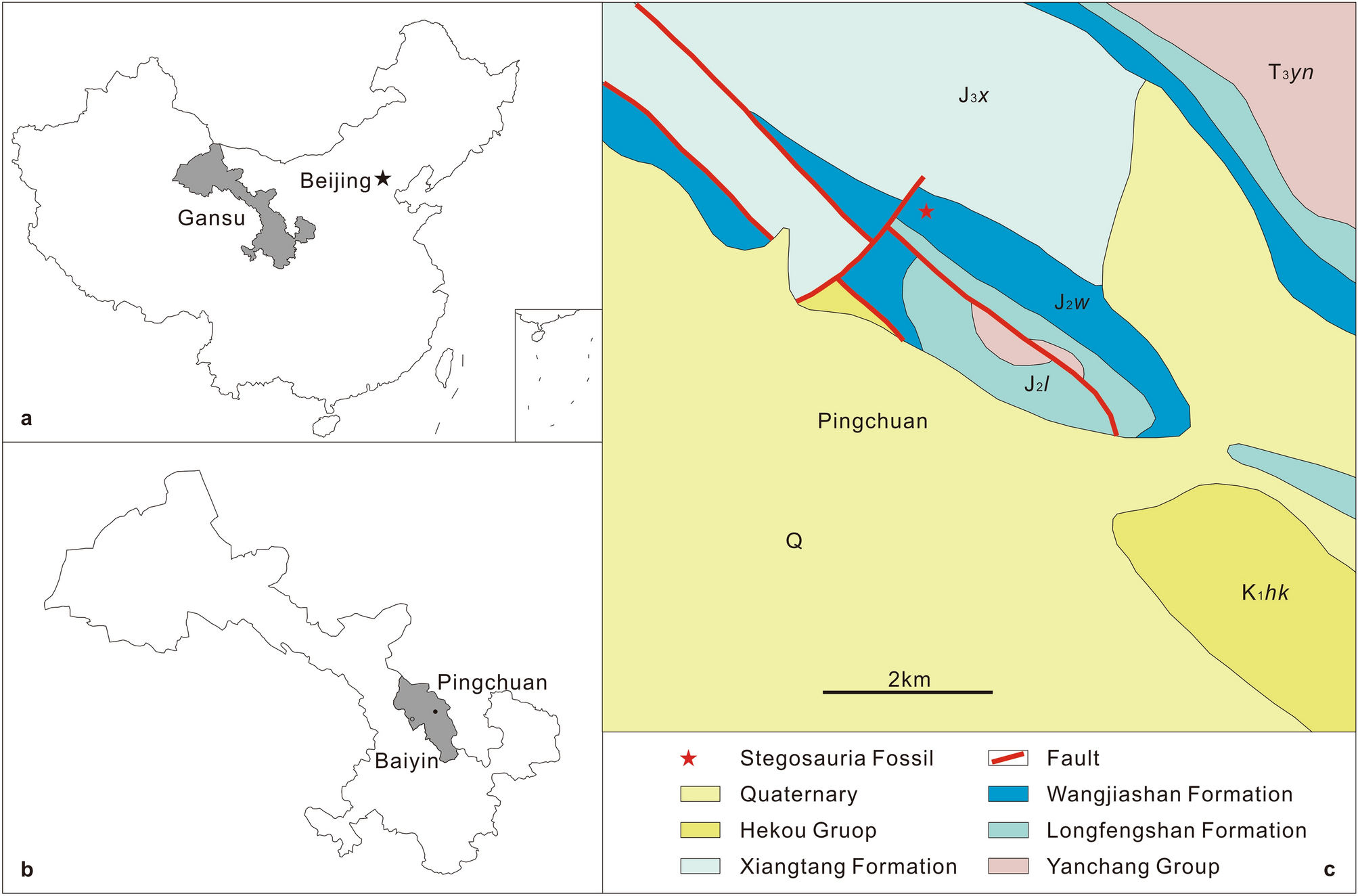
Typová lokalita, kde byly objeveny fosilie rodu Baiyinosaurus.

Fosilie tohoto vývojově primitivního zástupce kladu Stegosauria byly objeveny v roce 2016 v sedimentech geologického souvrství Wang-ťien-šan. Typový exemplář nese označení IVPG-D021 a má podobu nekompletní fragmentární kostry, dochované s částmi lebky (zejména čelistními kostmi) a několika hrudními, jedním krčním a jedním ocasním obratlem. V červenci roku 2024 pak byl na základě tohoto fosilního materiálu stanoven nový rod a druh stegosaurního tyreofora, který dostal vědecké jméno Baiyinosaurus baojiensis. Rodové jméno odkazuje k místu objevu, druhové pak připomíná typovou lokalitu v údolí Pao-ťi-šan v pohoří Čchi-lien-šan.

## Popis
Je pravděpodobné, že Baiyinosaurus byl vzezřením i velikostí podobný svému blízkému vývojovému příbuznému, rodu Gigantspinosaurus. V tom případě by mohl měřit na délku asi 4,2 až 7 metrů a vážit kolem 700 kilogramů.
Zajímavým znakem je přítomnost kostěného „pancíře“ i na lebce, což může být vývojový ancestrální anatomický znak, který se u tohoto stegosaura udržel po desítky milionů let po jeho vývojových předcích z období rané jury (jako byly rody Scutellosaurus a Scelidosaurus).

## Zařazení
Podle provedené fylogenetické analýzy byl Baiyinosaurus baojiensis bazálním (vývojově primitivním) zástupcem skupiny Stegosauria. Jeho nejbližším vývojovým příbuzným byl geologicky mladší čínský druh Gigantspinosaurus sichuanensis a zhruba stejně starý argentinský taxon Isaberrysaura mollensis.